# گکوی ابری
گکوی ابری (نام علمی: Amalosia jacovae) نام یک گونه از سرده آمالوسیا است.